# Gran Premio di superbike di Valencia 2003
Il Gran Premio di superbike di Valencia 2003 è stato la prima prova su dodici del campionato mondiale Superbike 2003, disputato il 2 marzo sul circuito di Valencia, in gara 1 ha visto la vittoria di Neil Hodgson davanti a Rubén Xaus e Chris Walker, lo stesso pilota si è ripetuto anche in gara 2, davanti a Rubén Xaus e James Toseland.
La nuova stagione del campionato mondiale Superbike inizia con nuovi protagonisti visto che i due maggiori contendenti al titolo del campionato precedente, Colin Edwards e Troy Bayliss sono passati a gareggiare nel motomondiale; l'inizio è particolarmente positivo per il britannico Hodgson che, oltre alla vittoria nelle due gare dopo aver ottenuto la pole position, fa registrare anche il giro più veloce in entrambe le occasioni.
La vittoria nella gara valevole per il campionato mondiale Supersport 2003 è stata ottenuta da Katsuaki Fujiwara, mentre la gara del campionato Europeo della classe Superstock viene vinta da Lorenzo Lanzi.

## Risultati

### Gara 1

#### Arrivati al traguardo[5]
| Pos. | Nº  | Pilota           | Squadra                  | Motocicletta     | Giri | Tempo     | Griglia | Punti |
| ---- | --- | ---------------- | ------------------------ | ---------------- | ---- | --------- | ------- | ----- |
| 1º   | 100 | Neil Hodgson     | Ducati Fila              | Ducati 999F03    | 23   | 36:56.205 | 1º      | 25    |
| 2º   | 11  | Rubén Xaus       | Ducati Fila              | Ducati 999F03    | 23   | +0:04.700 | 3º      | 20    |
| 3º   | 9   | Chris Walker     | HM Plant Ducati          | Ducati 998F02    | 23   | +0:12.377 | 8º      | 16    |
| 4º   | 52  | James Toseland   | HM Plant Ducati          | Ducati 998F02    | 23   | +0:12.682 | 2º      | 13    |
| 5º   | 55  | Régis Laconi     | Caracchi NCR Nortel Net. | Ducati 998RS     | 23   | +0:24.068 | 5º      | 11    |
| 6º   | 99  | Steve Martin     | D.F.X. Racing            | Ducati 998RS     | 23   | +0:27.006 | 6º      | 10    |
| 7º   | 10  | Gregorio Lavilla | Alstare Suzuki           | Suzuki GSX 1000R | 23   | +0:39.792 | 12º     | 9     |
| 8º   | 19  | Lucio Pedercini  | Team Pedercini           | Ducati 998RS     | 23   | +0:49.662 | 9º      | 8     |
| 9º   | 20  | Marco Borciani   | D.F.X. Racing            | Ducati 998RS     | 23   | +0:56.200 | 11º     | 7     |
| 10º  | 48  | David García     | Caracchi NCR Nortel Net. | Ducati 998RS     | 23   | +1:06.328 | 23º     | 6     |
| 11º  | 5   | Ivan Clementi    | Kawasaki Bertocchi       | Kawasaki ZX7RR   | 23   | +1:09.139 | 17º     | 5     |
| 12º  | 8   | James Haydon     | Foggy Petronas Racing    | Foggy FP1        | 23   | +1:09.541 | 14º     | 4     |
| 13º  | 35  | Nello Russo      | Team Pedercini           | Ducati 998RS     | 23   | +1:14.450 | 16º     | 3     |
| 14º  | 33  | Juan Borja       | D.F.X. Racing            | Ducati 998RS     | 23   | +1:14.712 | 10º     | 2     |
| 15º  | 16  | Sergio Fuertes   | MIR Racing               | Suzuki GSX 1000R | 23   | +1:22.845 | 21º     | 1     |
| 16º  | 71  | Isaac Martín     | Acumoto Racing           | Yamaha YZF R1    | 22   | +1 giro   | 22º     |       |

#### Ritirati
| Nº | Pilota              | Squadra               | Motocicletta       | Giri | Griglia |
| -- | ------------------- | --------------------- | ------------------ | ---- | ------- |
| 7  | Pierfrancesco Chili | PSG-1                 | Ducati 998RS       | 20   | 7º      |
| 15 | Giovanni Bussei     | UnionBike GiMotorsp.  | Yamaha YZF R1      | 14   | 15º     |
| 39 | Alessandro Gramigni | UnionBike GiMotorsp.  | Yamaha YZF R1      | 14   | 19º     |
| 28 | Serafino Foti       | Team Pedercini        | Ducati 998RS       | 10   | 20º     |
| 4  | Troy Corser         | Foggy Petronas Racing | Foggy FP1          | 9    | 4º      |
| 91 | Walter Tortoroglio  | White Endurance       | Honda VTR 1000 SP2 | 9    | 18º     |
| 6  | Mauro Sanchini      | Kawasaki Bertocchi    | Kawasaki ZX7RR     | 4    | 13º     |

### Gara 2

#### Arrivati al traguardo[6]
| Pos. | Nº  | Pilota             | Squadra                  | Motocicletta       | Giri | Tempo     | Griglia | Punti |
| ---- | --- | ------------------ | ------------------------ | ------------------ | ---- | --------- | ------- | ----- |
| 1º   | 100 | Neil Hodgson       | Ducati Fila              | Ducati 999F03      | 23   | 36:46.191 | 1º      | 25    |
| 2º   | 11  | Rubén Xaus         | Ducati Fila              | Ducati 999F03      | 23   | +0:02.619 | 3º      | 20    |
| 3º   | 52  | James Toseland     | HM Plant Ducati          | Ducati 998F02      | 23   | +0:13.468 | 2º      | 16    |
| 4º   | 9   | Chris Walker       | HM Plant Ducati          | Ducati 998F02      | 23   | +0:23.426 | 8º      | 13    |
| 5º   | 99  | Steve Martin       | D.F.X. Racing            | Ducati 998RS       | 23   | +0:36.539 | 6º      | 11    |
| 6º   | 10  | Gregorio Lavilla   | Alstare Suzuki           | Suzuki GSX 1000R   | 23   | +0:38.594 | 12º     | 10    |
| 7º   | 4   | Troy Corser        | Foggy Petronas Racing    | Foggy FP1          | 23   | +0:42.969 | 4º      | 9     |
| 8º   | 33  | Juan Borja         | D.F.X. Racing            | Ducati 998RS       | 23   | +0:51.625 | 10º     | 8     |
| 9º   | 19  | Lucio Pedercini    | Team Pedercini           | Ducati 998RS       | 23   | +0:52.824 | 9º      | 7     |
| 10º  | 20  | Marco Borciani     | D.F.X. Racing            | Ducati 998RS       | 23   | +0:54.721 | 11º     | 6     |
| 11º  | 15  | Giovanni Bussei    | UnionBike GiMotorsp.     | Yamaha YZF R1      | 23   | +1:00.510 | 15º     | 5     |
| 12º  | 48  | David García       | Caracchi NCR Nortel Net. | Ducati 998RS       | 23   | +1:02.114 | 23º     | 4     |
| 13º  | 6   | Mauro Sanchini     | Kawasaki Bertocchi       | Kawasaki ZX7RR     | 23   | +1:02.393 | 13º     | 3     |
| 14º  | 5   | Ivan Clementi      | Kawasaki Bertocchi       | Kawasaki ZX7RR     | 23   | +1:09.885 | 17º     | 2     |
| 15º  | 35  | Nello Russo        | Team Pedercini           | Ducati 998RS       | 23   | +1:17.697 | 16º     | 1     |
| 16º  | 91  | Walter Tortoroglio | White Endurance          | Honda VTR 1000 SP2 | 23   | +1:28.520 | 18º     |       |
| 17º  | 71  | Isaac Martín       | Acumoto Racing           | Yamaha YZF R1      | 22   | +1 giro   | 22º     |       |

#### Ritirati
| Nº | Pilota              | Squadra                  | Motocicletta     | Giri | Griglia |
| -- | ------------------- | ------------------------ | ---------------- | ---- | ------- |
| 16 | Sergio Fuertes      | MIR Racing               | Suzuki GSX 1000R | 16   | 21º     |
| 7  | Pierfrancesco Chili | PSG-1                    | Ducati 998RS     | 13   | 7º      |
| 8  | James Haydon        | Foggy Petronas Racing    | Foggy FP1        | 9    | 14º     |
| 55 | Régis Laconi        | Caracchi NCR Nortel Net. | Ducati 998RS     | 5    | 5º      |
| 28 | Serafino Foti       | Team Pedercini           | Ducati 998RS     | 2    | 20º     |

### Supersport

#### Arrivati al traguardo
| Pos. | Nº | Pilota                   | Squadra               | Motocicletta    | Giri | Tempo     | Griglia | Punti |
| ---- | -- | ------------------------ | --------------------- | --------------- | ---- | --------- | ------- | ----- |
| 1º   | 2  | Katsuaki Fujiwara        | Alstare Suzuki        | Suzuki GSX 600R | 23   | 38'10.992 | 1º      | 25    |
| 2º   | 7  | Chris Vermeulen          | Ten Kate Honda        | Honda CBR 600RR | 23   | +4.565    | 2º      | 20    |
| 3º   | 15 | Alessio Corradi          | Italia Spadaro F.R.   | Yamaha YZF R6   | 23   | +12.889   | 11º     | 16    |
| 4º   | 12 | Christophe Cogan         | Dark Dog Honda BKM    | Honda CBR 600RR | 23   | +13.125   | 13º     | 13    |
| 5º   | 8  | Jörg Teuchert            | Yamaha Deutschland    | Yamaha YZF R6   | 23   | +13.310   | 5º      | 11    |
| 6º   | 31 | Karl Muggeridge          | Ten Kate Honda        | Honda CBR 600RR | 23   | +16.777   | 3º      | 10    |
| 7º   | 23 | Broc Parkes              | Dark Dog Honda BKM    | Honda CBR 600RR | 23   | +17.193   | 14º     | 9     |
| 8º   | 93 | Christian Kellner        | Yamaha Deutschland    | Yamaha YZF R6   | 23   | +17.513   | 6º      | 8     |
| 9º   | 4  | Jurgen van den Goorbergh | Yamaha Belgarda       | Yamaha YZF R6   | 23   | +19.091   | 9º      | 7     |
| 10º  | 71 | Werner Daemen            | Van Zon Honda T.K.R.  | Honda CBR 600RR | 23   | +20.854   | 12º     | 6     |
| 11º  | 17 | Pere Riba                | Kawasaki R.T. KRT     | Kawasaki ZX6RR  | 23   | +33.937   | 8º      | 5     |
| 12º  | 16 | Simone Sanna             | Yamaha Belgarda       | Yamaha YZF R6   | 23   | +34.739   | 16º     | 4     |
| 13º  | 81 | Michael Schulten         | Alpha Technik-Honda   | Honda CBR 600RR | 23   | +37.724   | 17º     | 3     |
| 14º  | 1  | Fabien Foret             | Kawasaki R.T. KRT     | Kawasaki ZX6RR  | 23   | +39.501   | 10º     | 2     |
| 15º  | 21 | Matthieu Lagrive         | Yamaha France - Ipone | Yamaha YZF R6   | 23   | +40.664   | 19º     | 1     |
| 16º  | 80 | Kenan Sofuoğlu           | Yamaha Voiges         | Yamaha YZF R6   | 23   | +42.290   | 20º     |       |
| 17º  | 22 | Stefano Cruciani         | Kawasaki Bertocchi    | Kawasaki ZX6RR  | 23   | +54.683   | 21º     |       |
| 18º  | 9  | Iain MacPherson          | Van Zon Honda T.K.R.  | Honda CBR 600RR | 23   | +1'06.145 | 15º     |       |
| 19º  | 20 | Kai Børre Andersen       | Saveko Racing         | Kawasaki ZX6RR  | 23   | +1'15.445 | 22º     |       |
| 20º  | 34 | Didier Van Keymeulen     | Saveko Racing         | Kawasaki ZX6RR  | 23   | +1'26.724 | 23º     |       |

#### Ritirati
| Nº | Pilota             | Squadra      | Motocicletta    | Giri | Griglia |
| -- | ------------------ | ------------ | --------------- | ---- | ------- |
| 18 | Robert Ulm         | Klaffi Honda | Honda CBR 600RR | 19   | 4º      |
| 24 | Gianluigi Scalvini | Klaffi Honda | Honda CBR 600RR | 3    | 18º     |

### Superstock

#### Arrivati al traguardo
| Pos. | Nº | Pilota                 | Squadra                      | Motocicletta        | Giri | Tempo     | Griglia | Punti |
| ---- | -- | ---------------------- | ---------------------------- | ------------------- | ---- | --------- | ------- | ----- |
| 1º   | 38 | Lorenzo Lanzi          | Rox Racing                   | Ducati 999S         | 13   | 21'49.017 | 5º      | 25    |
| 2º   | 16 | Enrique Rocamora       | Electrolombar Racing         | Suzuki GSX 1000R    | 13   | +5.085    | 4º      | 20    |
| 3º   | 6  | Lorenzo Alfonsi        | T. Italia Lorenzini by Leoni | Yamaha YZF R1       | 13   | +5.802    | 1º      | 16    |
| 4º   | 57 | Ilario Dionisi         | Celani                       | Suzuki GSX 1000R    | 13   | +5.892    | 2º      | 13    |
| 5º   | 10 | Riccardo Chiarello     | D.F.X. Racing                | Ducati 999S         | 13   | +6.946    | 7º      | 11    |
| 6º   | 15 | Alex Martinez          | Celani                       | Suzuki GSX 1000R    | 13   | +7.468    | 3º      | 10    |
| 7º   | 4  | Michael Laverty        | EMS Racing                   | Suzuki GSX 1000R    | 13   | +7.837    | 8º      | 9     |
| 8º   | 73 | Bernat Martínez        | MIR Racing                   | Suzuki GSX 1000R    | 13   | +12.637   | 9º      | 8     |
| 9º   | 34 | José Hurtado           | MIR Racing                   | Suzuki GSX 1000R    | 13   | +14.880   | 6º      | 7     |
| 10º  | 5  | Alessio Velini         | T. Italia Lorenzini by Leoni | Yamaha YZF R1       | 13   | +15.760   | 11º     | 6     |
| 11º  | 11 | Massimo Bisconti       | Magic Bike Ducci F.R.        | Yamaha YZF R1       | 13   | +16.494   | 13º     | 5     |
| 12º  | 3  | Gianluca Vizziello     | UnionBike GiMotorsport       | Yamaha YZF R1       | 13   | +22.795   | 16º     | 4     |
| 13º  | 37 | William De Angelis     | Rox Racing                   | Ducati 999S         | 13   | +22.803   | 10º     | 3     |
| 14º  | 44 | John Laverty           | EMS Racing                   | Suzuki GSX 1000R    | 13   | +24.633   | 14º     | 2     |
| 15º  | 28 | Giacomo Romanelli      | Special XGear                | Suzuki GSX 1000R    | 13   | +26.674   | 15º     | 1     |
| 16º  | 41 | Pierrot Lerat-Vanstaen | Plein Gaz                    | Suzuki GSX 1000R    | 13   | +26.827   | 21º     |       |
| 17º  | 84 | Michel Fabrizio        | Alstare Suzuki Italia        | Suzuki GSX 1000R    | 13   | +35.846   | 12º     |       |
| 18º  | 9  | Ciro Ranieri           | UnionBike GiMotorsport       | Yamaha YZF R1       | 13   | +35.995   | 17º     |       |
| 19º  | 77 | Nicolas Saelens        | Van Zon Honda Sitra          | Honda CBR 900RR     | 13   | +1'00.994 | 24º     |       |
| 20º  | 22 | Christian Dal Corso    | Rox Racing                   | Ducati 999S         | 13   | +1'01.041 | 19º     |       |
| 21º  | 96 | Matěj Smrž             | STK Czech Accr               | Honda CBR 900RR     | 13   | +1'03.545 | 18º     |       |
| 22º  | 40 | Maurizio Bottalico     | Special XGear                | Suzuki GSX 1000R    | 13   | +1'04.118 | 25º     |       |
| 23º  | 18 | José Lombardo          | Electrolombar Racing         | Suzuki GSX 1000R    | 13   | +1'10.229 | 23º     |       |
| 24º  | 20 | Geoffrey Naze          | Zone Rouge                   | Yamaha YZF R1       | 13   | +1'11.434 | 28º     |       |
| 25º  | 27 | Raphael De Saver       | DGD Motorsport               | Suzuki GSX 1000R K1 | 13   | +1'11.447 | 26º     |       |
| 26º  | 23 | Gerry Gepts            | Black Racing                 | Suzuki GSX 1000R    | 13   | +1'40.146 | 29º     |       |

#### Ritirati
| Nº | Pilota          | Squadra                 | Motocicletta     | Giri | Griglia |
| -- | --------------- | ----------------------- | ---------------- | ---- | ------- |
| 86 | Ayrton Badovini | Biassono R.T. EVR Corse | Ducati 999S      | 9    | 20º     |
| 12 | Leroy Verboven  | ICSAT                   | Suzuki GSX 1000R | 7    | 27º     |
| 85 | Tomas Miksovsky | STK Czech Accr          | Honda CBR 900RR  | 4    | 22º     |